# Tõnu Kaljuste

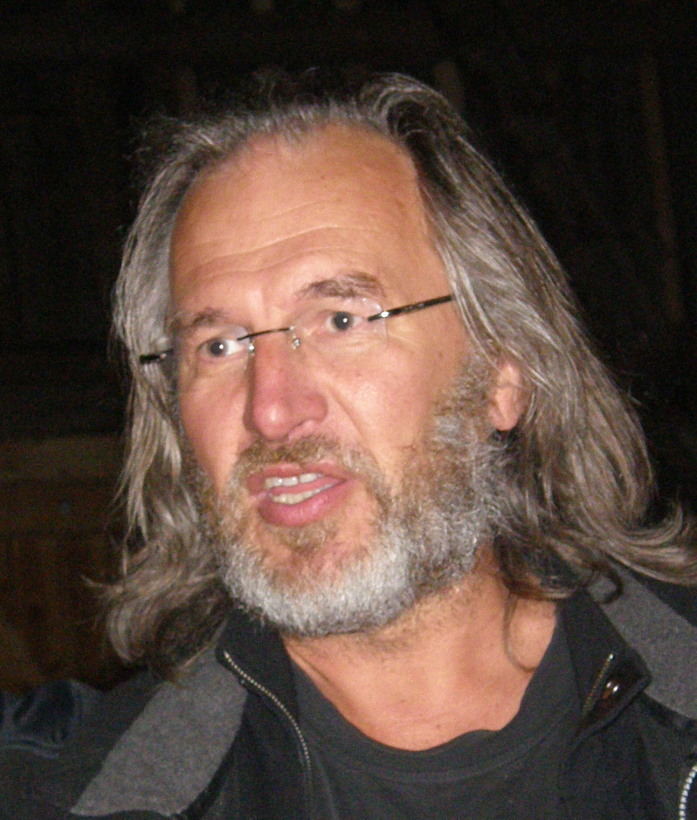
Tõnu Kaljuste (2008)

Tõnu Kaljuste ([ˈtɤ.nu ˈkal.jus.te]; * 28. August 1953 in Tallinn) ist ein estnischer Dirigent.

## Frühe Jahre
Tõnu Kaljuste wurde als Sohn des estnischen Dirigenten Heino Kaljuste (1925–1989) und der Radiojournalistin Lia Kaljuste geboren. 1971 schloss er das Tallinner Musikgymnasium (Tallinna Muusikakeskkool) ab. Anschließend studierte er bis 1976 am Staatlichen Konservatorium in Tallinn (heute Estnische Musikakademie) Chor- und Orchesterleitung. Von 1976 bis 1978 vertiefte er seine Kenntnisse am Konservatorium in Leningrad.

## Dirigent
Ab 1971 dirigierte Kaljuste den 1966 von seinem Vater gegründeten Ellerhein Kammerchor und wurde 1974 dessen Leiter. Von 1978 bis 1980 war Tõnu Kaljuste Dozent im Fach Chorleitung am Staatlichen Tallinner Konservatorium und von 1978 bis 1985 Dirigent an der Nationaloper Estonia.
1980 gewannen der Ellerhein Kammerchor und Tõnu Kaljuste die ersten Preise beim 9. Béla Bartók Chorwettbewerb in Ungarn. 1981 wurde der Chor in Staatlicher Philharmonischer Kammerchor der Estnischen SSR umbenannt (später Estnischer Philharmonischer Kammerchor). Seit dieser Zeit ist Tõnu Kaljuste ausschließlich als Dirigent tätig. Er blieb bis 2001 Chefdirigent des Chors.

## Internationale Karriere
Von 1994 bis 2000 war er Chefdirigent des Schwedischen Rundfunkchors und von 1998 bis 2000 Chefdirigent des Niederländischen Kammerchors. 2004 erhielt er den ersten Preis der staatlichen estnischen Stiftung Kultuurkapital. Seit 2004 ist Kaljuste Dirigent des Nargen-Festivals, eines jährlichen, dreimonatigen Musikereignisses an der Küste Estlands.